# Van Nelson
Van Nelson (Van Arthur Nelson; * 24. November 1945 in Minneapolis) ist ein ehemaliger US-amerikanischer Langstreckenläufer.
1967 siegte er bei den Panamerikanischen Spielen in Winnipeg über 5000 und 10.000 Meter und gewann bei der Universiade über beide Distanzen Silber.
Bei den Olympischen Spielen 1968 in Mexiko-Stadt kam er über 10.000 Meter auf den 29. Platz.
1967 wurde er US-Meister über sechs Meilen.

## Persönliche Bestzeiten
- 5000 m: 13:39,4 min, 16. Mai 1967, Saint Paul
- 10.000 m: 28:48,2 min, 12. August 1967, London